# Anne-Laure Viard
Anne-Laure Viard (Arrás, 7 de junio de 1981) es una deportista francesa que compitió en piragüismo en la modalidad de aguas tranquilas.
Participó en dos Juegos Olímpicos de Verano, en los años 2004 y 2008, obteniendo una medalla de bronce en Pekín 2008, en la prueba de K2 500 m.
Ganó tres medallas de bronce en el Campeonato Mundial de Piragüismo entre los años 2005 y 2009, y dos medallas de bronce en el Campeonato Europeo de Piragüismo en los años 2005 y 2006.

## Palmarés internacional
| Juegos Olímpicos   | Juegos Olímpicos         | Juegos Olímpicos  | Juegos Olímpicos |
| Año                | Lugar                    | Medalla           | Competición      |
| ------------------ | ------------------------ | ----------------- | ---------------- |
| 2008               | Pekín (China)            | Medalla de bronce | K2 500 m         |
| Campeonato Mundial |                          |                   |                  |
| Año                | Lugar                    | Medalla           | Competición      |
| 2005               | Zagreb (Croacia)         | Medalla de bronce | K2 500 m         |
| 2007               | Duisburgo (Alemania)     | Medalla de bronce | K2 500 m         |
| 2009               | Dartmouth (Canadá)       | Medalla de bronce | K1 200 m         |
| Campeonato Europeo |                          |                   |                  |
| Año                | Lugar                    | Medalla           | Competición      |
| 2005               | Poznań (Polonia)         | Medalla de bronce | K2 500 m         |
| 2006               | Račice (República Checa) | Medalla de bronce | K1 200 m         |